# Пахотинская
Пахотинская — деревня в Вельском районе Архангельской области. Входит в состав Муниципального образования «Усть-Вельское». Имеет второе местное неофициальное название Леново.

## География
Деревня расположена в южной части Архангельской области, в таёжной зоне, в пределах северной части Русской равнины, в 15 километрах на юго-запад от города Вельска, на правом берегу реки Пежма притока Ваги. Ближайшие населённые пункты: на севере, на противоположной стороне реки, деревни Скомовская, Есяковская, Злодеево.
Часовой пояс
Пахотинская, как и вся Архангельская область, находится в часовой зоне МСК (московское время). Смещение применяемого времени относительно UTC составляет +3:00.

## Население
| 2002 | 2010 | 2012 | 2014 |
| ---- | ---- | ---- | ---- |
| 0    | ↗4   | →4   | →4   |

## История
Указана в «Списке населённых мест по сведениям 1859 года» в составе Вельского уезда(2-го стана) Вологодской губернии под номером «2197» как «Пахотинское(Леново)». Насчитывала 11 дворов, 35 жителей мужского пола и 46 женского.
В материалах оценочно-статистического исследования земель Вельского уезда упомянуто, что в 1900 году в административном отношении деревня входила в состав Никифоровского сельского общества Никифоровской волости. На момент переписи в селении Пахотинское(Леново) находилось 15 хозяйств, в которых проживало 42 жителя мужского пола и 53 женского.